# Гари (Ярославская область)
Гари — деревня в Большесельском районе Ярославской области России. 
В рамках организации местного самоуправления входит в Большесельское сельское поселение, в рамках административно-территориального устройства — в Новосельский сельский округ.

## География
Расположена к северо-западу от районного центра Большое Село, к северу от Нового села, от которого идёт дорога на Гари и далее к Павлово. Деревня находится на западной окраине обширной системы болот, в том числе Дуниловского и Большого. Она стоит между двумя ручьями, вытекающими из этих болот и текущими на запад. Ручей, текущий с южной стороны, служит правым притоком реки Малая Койка, а текущий с севера ручей служит левым притоком реки Любка. Таким образом, деревня стоит на водоразделе между двумя левыми притоками реки Койка.

## Население
| 2007 | 2010 |
| ---- | ---- |
| 175  | ↘164 |

Согласно результатам переписи 2002 года, в национальной структуре населения русские составляли 95 % из 144 жителей.
По данным статистического сборника «Сельские населенные пункты Ярославской области на 1 января 2007 года», в деревне Гари проживали 175 человек. По топокарте на 1981 год в деревне проживало 0,11 тыс. человек.